# Саламандра олімпійська
Саламандра олімпійська (Rhyacotriton olympicus) — вид земноводних з роду Каскадна саламандра родини Каскадні саламндри.

## Опис
Загальна довжина досягає 10 см. Голова невелика, морда коротка. Відносно великі очі. Тулуб стрункий. У неї недорозвинені легені, що мають вигляд дуже маленьких тонкостінних мішечків. Дихає головним чином за рахунок шкіри та слизової оболонки ротової порожнини. У дорослих самців за клоакою є 2 чіткі опуклості. Кінцівки короткі, проте потужні. Хвіст доволі короткий. Забарвлення переважно темно-коричневе з невеликими білими плямами уздовж боків. Хвіст вкрито дрібними темними плямочками. Черево має яскраво-жовте, помаранчеве або червоно-коричневе забарвлення з окремими темними цятками.

## Спосіб життя
Полюбляє ліси, узбережжя річок, кам'янистих струмків, в яких ховається при небезпеці. Це доволі моторна саламандра. Активна вночі та під час дощів. Живиться дрібними безхребетними.
Самиця відкладає слизові мішки з яйцями відкладає у швидких струмках.

## Розповсюдження
Мешкає у США: від штату Вашингтон (у парку Олімпік — звідси походить назва цієї саламандри) до північної частини Каліфорнії.